# Kırkpınar, Susuz
Kırkpınar là một xã thuộc huyện Susuz, tỉnh Kars, Thổ Nhĩ Kỳ. Dân số thời điểm năm 2010 là 218 người.